# Еллен Ніколайсен

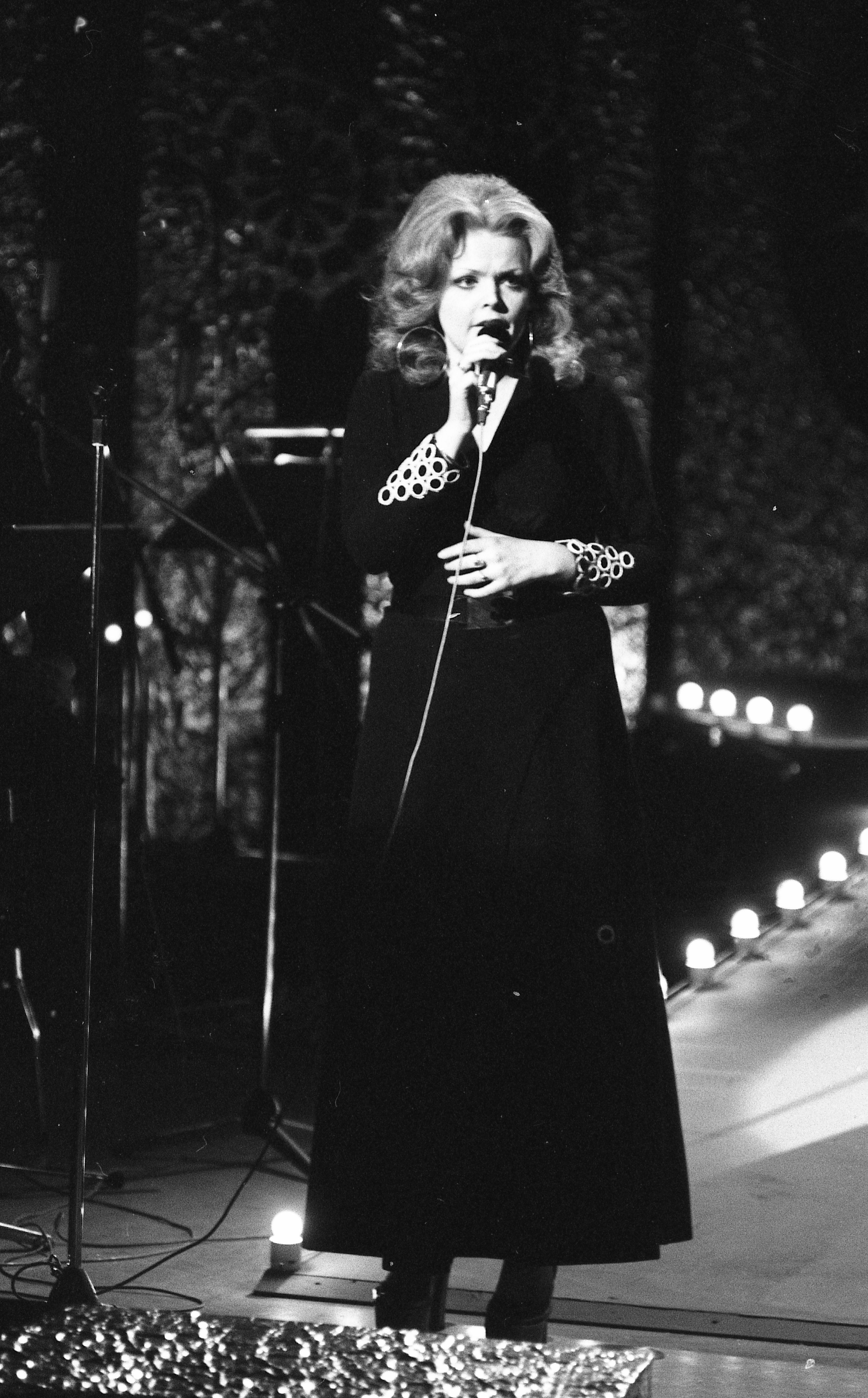
Еллен Ніколайсен на Гран-прі Норвегії Мелоді, 1974.

Еллен Хелен Ніколайсен (норв. Ellen Nikolaysen; нар. 10 грудня 1951, Осло) — норвезька співачка й акторка.  Вона брала участь у Євробаченні 1973 у складі гурту Bendik Singers з піснею «It's Just A Game» та Євробаченні 1975 як сольна артистка з «Touch My Life With Summer». Ніколайсен здобула нагороду за найкращу виконавську діяльність на Всесвітньому фестивалі популярних пісень у Токіо в 1974 році за версією «You Made Me Feel I Could Fly». На початку 1990-х розпочала нову кар'єру як акторка у мюзиклах на норвезьких театральних сценах.

## Дискографія

### Альбоми
- 1972; Stans! Jeg vil gi deg en sang
- 1973: Freckles
- 1976: Kom
- 1978: Jul med Hans Petter og Ellen  разом з Гансом Петтером Гансеном
- 1983: Songar utan ord з Зігмундом Гровеном
- 1987: Julekvad

### Сингли
- 1971 «Livet er som et orkester» («Ми всі граємо в одному гурті») / Kom, kom, kom (Pomme, pomme, pomme) (Philips 6084 008)
- 1973 «Sangen han sang var min egen» («Killing Me Softly With His Song») / Når du ler
- 1974 «Kunne du lese tanker»
- 1974 «You Made Me Feel I Could Fly» / «Who Put the Lights Out» (Philips 6084 043)
- 1975 «Du gjorde verden så ly» / «Hvis du tror meg (si det nå)» (Philips 6084 045)
- 1975 «Touch My Life With Summer» / «Ти змусив мене відчути, що я могла літати» (Philips 6084 046)
- 1975 «Wer liebt kommt wieder» / «Aber du» (Philips 6003 419)
- 1977 «Sommerzeit» / «Du bist nicht mehr, was du mal warst» Хлопчик (CBS 5262)